# ۲۳ نوامبر
۲۳ نوامبر در تقویم گرگوری، سیصد و بیست و هفتمین (در سال‌های کبیسه سیصد و بیست و هشتمین) روز سال است. ۳۸ روز تا پایان سال باقی است.

## رویدادها
- آغاز نشست سران ولادی‌وستوک درباره کنترل تسلیحات، روسیه. [۱]

## زادروزها
- ۱۸۰۴ - فرانکلین پیرس، چهاردهمین رئیس‌جمهور ایالات متحدهٔ آمریکا (د. ۱۸۶۹)
- ۱۹۸۲ - آسافا پاول، دوندهٔ جامائیکایی و قهرمان دو ۱۰۰ متر
- ۱۹۹۲ - مایلی سایرس، خوانندهٔ زن آمریکایی

## درگذشت‌ها
- ۱۹۷۰ - یوسف بن اسحاق، اولین رئیس‌جمهور کشور سنگاپور
- ۱۹۷۶ - آندره مالرو، نویسنده، منتقد هنری و سیاست‌مدار فرانسوی
- ۱۹۹۰ - رولد دال، نویسنده
- ۱۹۹۲ – روی آکف، خواننده-ترانه‌سرای اهل ایالات متحده آمریکا (ز. ۱۹۰۳)